# 南鄉7丁目車站
南鄉7丁目車站（日语：／ Nangō-nanachōme eki */?）是一位於日本北海道札幌市白石區南鄉通7丁目南，隸屬於札幌市交通局的地下鐵車站。南鄉7丁目車站是札幌市營地下鐵東西線的沿線車站之一，車站編號T14。

## 車站構造
札幌市營地下鐵唯一的2面3線地底車站。2面的兩個月台夾着中線（作為地下鐵車站還有都營地下鐵新宿線的岩本町站、大島站等同樣的例子）。

### 月台配置
| 月台 | 路線   | 目的地                       |
| ---- | ------ | ---------------------------- |
| 1    | 東西線 | 新札幌方向                   |
| 2    | 東西線 | 大通、宮之澤方向             |
| 3    | 東西線 | （停用）                     |
| 4    | 東西線 | 大通、宮之澤方向（此站始發） |

## 相鄰車站
札幌市營地下鐵
 東西線
白石（T13）－南鄉7丁目（T14）－南鄉13丁目（T15）